# Dusky Ledge
Die Dusky Ledge ist ein 1100 m hoher Grat mit Felsvorsprüngen im Australischen Antarktis-Territorium. Der Grat bildet den nördlichen Teil des Dusky Ridge in der Britannia Range des Transantarktischen Gebirges.
Das Advisory Committee on Antarctic Names benannte ihn im Jahr 2000 in Anlehnung an die deskriptive Benennung des Dusky Ridge (englisch für Düsterer Gebirgskamm).